# Talanga (crambídeos)
Talanga (Crambidae) é um gênero de mariposa pertencente à família Crambidae.